# Hegemonía lingüística
Según la RAE, una hegemonía es una «supremacía de cualquier tipo» o la «supremacía que un Estado ejerce sobre otros». Con respecto a la lingüística, este fenómeno ocurre muchas veces dentro de un estado o como resultado del contacto lingüístico. En esta hegemonía, una lengua poderosa domina a una región o país por encima de los otros idiomas. Es relacionada con la idea de imperialismo lingüístico, que es la transferencia de una lengua dominante a un pueblo, y también una hegemonía lingüística frecuentemente resuelta en esta transferencia por diversas razones. La lengua es parte de la identidad  de las personas y significativa por razones étnicas, religiosas, nacionalistas, y más. Como resultado hay sugerencias de que el derecho lingüístico es uno de los derechos humanos. Como una hegemonía cultural, una presión de actuar o hablar como parte de la mayoría es posible. 
La hegemonía lingüística puede reflejarse en preconceptos lingüísticos o la discriminación hacia otras lenguas activa o pasiva. Se puede ver la discriminación pasiva en los estereotipos o en burlas de acentos. En la discriminación más fuerte se priva de servicios a la gente que no puede hablar una lengua, o se trata de crear leyes para crear un idioma oficial con un tipo de una política lingüística. Esta hegemonía también se relaciona históricamente a la creación de un país como instrumento para conformar una identidad cohesiva.

## Estados con hegemonía lingüística
Un ejemplo histórico es la unificación lingüística de Francia. En una revolución nacionalista trataron de eliminar las lenguas minoritarias en favor de una lengua estándar. La utilización  de la lengua mayoritaria francesa era necesario para la movilidad social y más. Este ejemplo también muestra el uso de crear una identidad relacionada al país e idioma. Actualmente la lengua francesa es la lengua oficial de Francia, y también existe la Organización Internacional de la Francofonía, que promueve el uso del francés internacionalmente, como misión.
En los Estados Unidos la lengua de uso común actualmente es el inglés, aunque no es natural de las Américas. Históricamente había muchas lenguas nativas como las lenguas muskogi, pero con el poder político que ganaron los ingleses, su lengua también ganó poder. El poder político está estrechamente relacionado con el lingüístico, porque la lengua dominante muchas veces recibe el prestigio también y la lengua de un pueblo que es discriminada muchas veces también es víctima de la discriminación. Tradicionalmente en los  EE. UU.  las lenguas inmigrantes desaparecen en dos o tres generaciones, con la rápida asimilación cultural.
Más recientemente en los  EE. UU. había discriminación hacia los inmigrantes hispanohablantes que no hablan inglés, que también se  ha extendido a la lengua española. Este sentimiento tiene raíces en la inmigración indocumentada (especialmente de México). Se puede ver esta hegemonía políticamente en el English-only movement, que propone el uso de inglés como la única lengua oficial.

## Estados multilingües
La mayoría de personas no son monolingües y realmente los estudios muestran los beneficios de ser bilingüe. Aunque los estados bilingües no todos tienen lenguas oficiales, algunas tienen múltiples. Las razones de tener lenguas oficiales múltiples pueden incluir la protección de una lengua minoritaria o simplemente porque hay más que una lengua que se habla. Los idiomas de Suiza incluyen cuatro lenguas oficiales, el alemán, el francés, el italiano, y el retorrománico.  
Bolivia reconoce más que treinta lenguas oficiales, aunque el español es la lengua franca. Según su constitución, el gobierno tiene que usar por lo menos dos lenguas oficiales, uno castellano y el otro dependiente de las circunstancias. Unas de las lenguas indígenas más extendidas incluyen el quechua y el aimara, pero hay muchas más, no todas con mucha extensión. 
En Kenia hay dos lenguas nacionales, el inglés y el suajili, que se usa como lengua franca, porque según Ethnologue hay 68 lenguas que se habla allí. Aunque hay tensiones entre los dos idiomas ya mencionados, no eliminaron ninguna lengua minoritaria. La mayoría de la gente habla dos o tres lenguas: inglés y/o suajili, y su lengua materna. 
Otra situación interesante es las lenguas de China. Hay un tipo de chino estándar, conocido como putonghua, o la ‘lengua nacional’, pero también hay dialectos del chino y lenguas minoritarias. Aunque se refiere a los dialectos chinos, la realidad es que muchos de los dialectos no son mutuamente inteligibles porque son de familias diferentes. Según Ethnologue, China tiene casi 300 lenguas.

## Su efecto en lenguas
Como se ve con las hegemonías políticas, una hegemonía lingüística puede resultar en una situación de menos prestigio en el grupo o lengua minoritario. Muchas veces hay discriminación hacia las lenguas minoritarias o sus hablantes, como ya se ha discutido en el caso de los  EE. UU. y la lengua española. En casos extremos ocurre un fenómeno que se llama glotofagia. Es la muerte de una lengua, y las lenguas con poco prestigio son mucho más propensas a este fenómeno. Una lengua muere cuando nadie la habla, y entonces es posible que haya hablantes pero que no la hablen. 
Muchas veces cuando hay dos lenguas, una de poco prestigio y la otra con más prestigio, los padres animan a sus hijos a hablar la lengua de prestigio porque tiene más importancia en su sociedad. Entonces la generación tiene menos fluidez en la lengua que hablan sus padres, posiblemente solamente la entiendan y no la hablen. La próxima generación no hablará esta lengua. No es un proceso violento en estas circunstancias, sino una pérdida tras desgaste, pero también hay circunstancias en que la hegemonía activamente trata de disuadir el uso de la lengua minoritaria. 
Un ejemplo del primer tipo de  pérdida de una lengua  se describe a continuación: En los  EE. UU. muchos inmigrantes pierden su lengua tras dos generaciones. La glotofagia más violenta ocurre en situaciones violentas y no es muy similar a este desgaste. Por ejemplo, después de la invasión de las Américas de los europeos,  los europeos aplicaron el uso de una lengua para el gobernante o la religión. Aunque podía ser una lengua indígena como quechua o una lengua europea como español, los europeos también reprimieron otras lenguas indígenas, lo que causó la desaparición de lenguas no favorecidas.